# Леонід Гольберг
Леонід Маркович Гольберг (нар. 17 серпня 1955, Дрогобич, Львівська область) — український журналіст і громадський активіст. Пише українською, російською, польською мовами. Член Національної Спілки журналістів України (з 1994 року).

## Життєпис
Випускник факультетут іноземних мов (катедра французької мови) Дрогобицького державного педагогічного інституту імені Івана Франка (нині — педагогічний університет).
По закінченні вишу працював вчителем у сільських школах Львівщини. Відтак — науковим працівником Дрогобицького краєзначого музею (сьогодні — музей «Дрогобиччина».
Від 1983 року співпрацював з різними загально союзними, республіканськими, обласними, місцевими ЗМІ (газети, радіо). Був кореспондентом газет «Трускавецкая здравница», «За ударну працю» («Сільван»), «Молода Галичина», спеціальним кореспондентом «Львівської газети». Сьогодні — заступник головного редактора Дрогобицької інтернет-газети «Майдан», спеціальний кореспондент польськомовної газети «Kurier galicyjski» (Львів). Голова Дрогобицької єврейської громади.
Автор путівника «Трускавець» (2004 р.).
Основні журналістські зацікавлення — культура, культурна ті історична спадщина Пограниччя, мультикультурна історія Дрогобича, Шульцівський Дрогобич.
Від 2004 року — постійний медіа партнер Міжнародного Фестивалю Бруно Шульца в Дрогобичі.
Має тісні взаємини з партнерами в Польщі, Франції Ізраїлі й працює задля налагодження діалогу Дрогобича з європейськими країнами, популяризації дрогобицької культурної спадщини в світі, зокрема — в Польщі.
Останніми роками видрукував у газеті, яку редагує (maydan.drohobych.net), що видається від 2008 року, низку інтерв'ю з відомими діячами культури, громадськими діячами (Мирослав Маринович, Юрій Андрухович, Лариса Денисенко, Юрко Прохасько, Мар'яна Савка, Віра Меньок та іншими)
17 грудня 2018 року нагороджений Бронзовим Хрестом заслуги Республіки Польща.